# Dichromodes diasemaria
Dichromodes diasemaria är en fjärilsart som beskrevs av Achille Guenée 1858. Dichromodes diasemaria ingår i släktet Dichromodes och familjen mätare. Inga underarter finns listade i Catalogue of Life.